# John Cuneo
John Bruce Cuneo (* 16. Juni 1928 in Brisbane; † 2. Juni 2020) war ein australischer Regattasegler.

## Biografie
Bei den Olympischen Spielen 1968 in Mexiko-Stadt belegte Cuneo zusammen mit Thomas Anderson und John Furgeson den fünften Rang. Bei den Olympischen Spielen 1972 in München gewann er zusammen mit Anderson und John Shaw die Goldmedaille im Drachenboot.
Er wurde 1986 in die Sport Australia Hall of Fame Awards, 2009 in die Queensland Sport Hall of Fame und 2018 gemeinsam mit Thomas Anderson und John Shaw in die Australian Sailing Hall of Fame aufgenommen. Cuneo, der verheiratet war und vier Söhne hatte, starb am 2. Juni 2020.